# 大安 - 阿下喜シャトルバス
大安⇔阿下喜シャトルバス（だいあんあげきシャトルバス）は、いなべ市社会福祉協議会が運営していた三重県いなべ市のコミュニティバスである。
2010年4月、いなべ市福祉バスに統合された。

## 路線（2010年現在）
- 福祉センター - 大安駅 - 八風バス車庫前 - 宇賀新田公会場前 - 宇賀南 - 北村公会場 - 丹生川バス停 - ホクセイスーパー - いなべ総合病院